# Amomum glabrum
Amomum glabrum là một loài thực vật có hoa trong họ Gừng. Loài này được Đồng Thiệu Toàn (童绍全, Tong Shao Quan) mô tả khoa học đầu tiên năm 1989.
Tên gọi trong tiếng Trung là 无毛砂仁 (vô mao sa nhân) - nghĩa đen là sa nhân không lông.

## Mẫu định danh
Mẫu holotype định danh số Exped. Yunnan-Universitatis 952 do Đội Khảo sát Đại học Vân Nam (云大考查队)  thu thập ngày 15-5-1958 trong rừng ở cao độ 720 m tại Cảnh Hồng, tỉnh Vân Nam. Holotype lưu giữ tại Phòng mẫu cây Khoa Sinh học Đại học Vân Nam (HBYU).

## Phân bố
Loài này có ở Lào (Oudômxai, Luangnamtha, Phôngsali), Trung Quốc (Vân Nam), và Việt Nam (các tỉnh từ Thanh Hóa tới Thừa Thiên Huế). Môi trường sống là rừng, ở cao độ khoảng 700 m (2.300 ft).

## Mô tả
Cây thân thảo bò lan, cao ~1 m, nhẵn nhụi; thân rễ đường kính ~0,3-0,7 cm, màu trắng, hồng hoặc ánh đỏ sau đó nâu, sâu và lan rộng dưới đất, sâu ~10 cm; không rễ cọc; khoảng cách giữa các thân giả ~20–35 cm, vảy hình tam giác rộng đến hình trứng, 1–2 × 1–1,5 cm, màu ánh đỏ rồi nâu, mặt ngoài có sọc, đỉnh nhọn. Thân giả với ~5-9 lá mỗi thân giả, nhỏ dần về phía đỉnh, hơi phồng ở gốc, đường kính ~1 cm, lúc non màu hồng ánh trắng sau đó xanh lục, có sọc; lưỡi bẹ hình trứng, dài 0,3-0,5 cm, như da, đỉnh có khía răng cưa đến chẻ đôi nông; cuống lá ~2-4 × 0,2-0,3 cm, có rãnh, màu xanh lục; phiến lá thuôn dài, các lá phía dưới hình elip, 20–40 × 5–10 cm, mặt dưới màu lục nhạt, bóng, gốc thon nhỏ dần, đỉnh hình đuôi dài, mép với lông ngắn, nhọn, như gai, gân chính nổi rõ phía dưới, gân phụ lõm xuống. Cụm hoa sinh ra từ gốc hoặc gần gốc, dài ~10 cm; vảy hình tam giác rộng, 0,5 × 1 cm phía dưới đến hình thuyền và hình mũi mác, 2–3 × 1–2 cm phía trên, màu ánh đỏ đến hồng, như da, có sọc, đỉnh nhọn đến có nắp với cựa ngắn; phần mang hoa hình elipxoit, đỉnh nhọn, ~4-6 × 2-3 cm; lá bắc hình mác, 3–4 × 1–1,5 cm, màu trắng, đỏ hoặc trắng ánh đỏ hoặc trắng ánh hồng, dạng giấy, như da rồi rữa sớm, đỉnh nhọn; lá bắc con hình ống, dài ~1 cm, 2 răng, màu trắng, rất mỏng, có màng, ống dài 0,5–0,7 cm, răng dài 0,3–0,5 cm, đỉnh nhọn. Đài hoa hình ống, 3 răng, màu trắng, có màng; ống đài hoa dài ~2 cm; răng đài hoa dài ~1 cm, đỉnh có nắp. Tràng hoa dài 5–6 cm, màu trắng, ống tràng dài ~3 cm, mặt trong nhiều lông hoặc có lông cứng màu trắng; các thùy bên của tràng hoa thuôn dài, 2,5–3 × 0,6–0,8 cm, đỉnh có nắp không cựa; thùy tràng hoa trung tâm thuôn dài, 2,5–3 × 0,8–1 cm, đỉnh có nắp với cựa ngắn nhọn, dài ~0,3 cm; cánh môi có vuốt, 3–4 × 2–3 cm, màu trắng, hồng hoặc đỏ ở gốc, sọc vàng trung tâm viền bằng gân trong suốt tỏa ra tới mép, có màng, nhẵn nhụi; nhị lép bên hình trứng đến hình mũi mác, dài ~0,5 cm, màu trắng. Chỉ nhị dẹt, 0,7-1 × 0,2 cm; bao phấn dài ~1,3-1,5 cm, màu trắng; mào bao phấn cắt cụt, màu trắng, có màng. Đầu nhụy hình chén, lỗ nhỏ có lông rung; các tuyến trên bầu dài ~1 cm; bầu nhụy hình cầu, không cuống hoặc trên cuống rất ngắn, đường kính ~0,5 cm, có khía và chấm nhẹ ở trên; noãn hình cầu, ~15 mỗi ngăn. Cuống cụm quả thuôn dài, ~15 cm; phần mang quả với ~3–6 quả gộp nhóm ở đỉnh; quả hình cầu, đường kính ~1–1,5 cm, màu xám ánh đen, với cánh ngắn hoặc gờ, nhẵn đến phồng lên, bao quanh bởi các sợi màu trắng của lá bắc đang rữa, cuống quả rất ngắn hoặc không có. Hạt hình cầu với áo hạt dạng màng, đường kính ~0,5 cm, màu trắng, ~10-15 mỗi ngăn. Ra hoa tháng 5.